# Wagenstraat

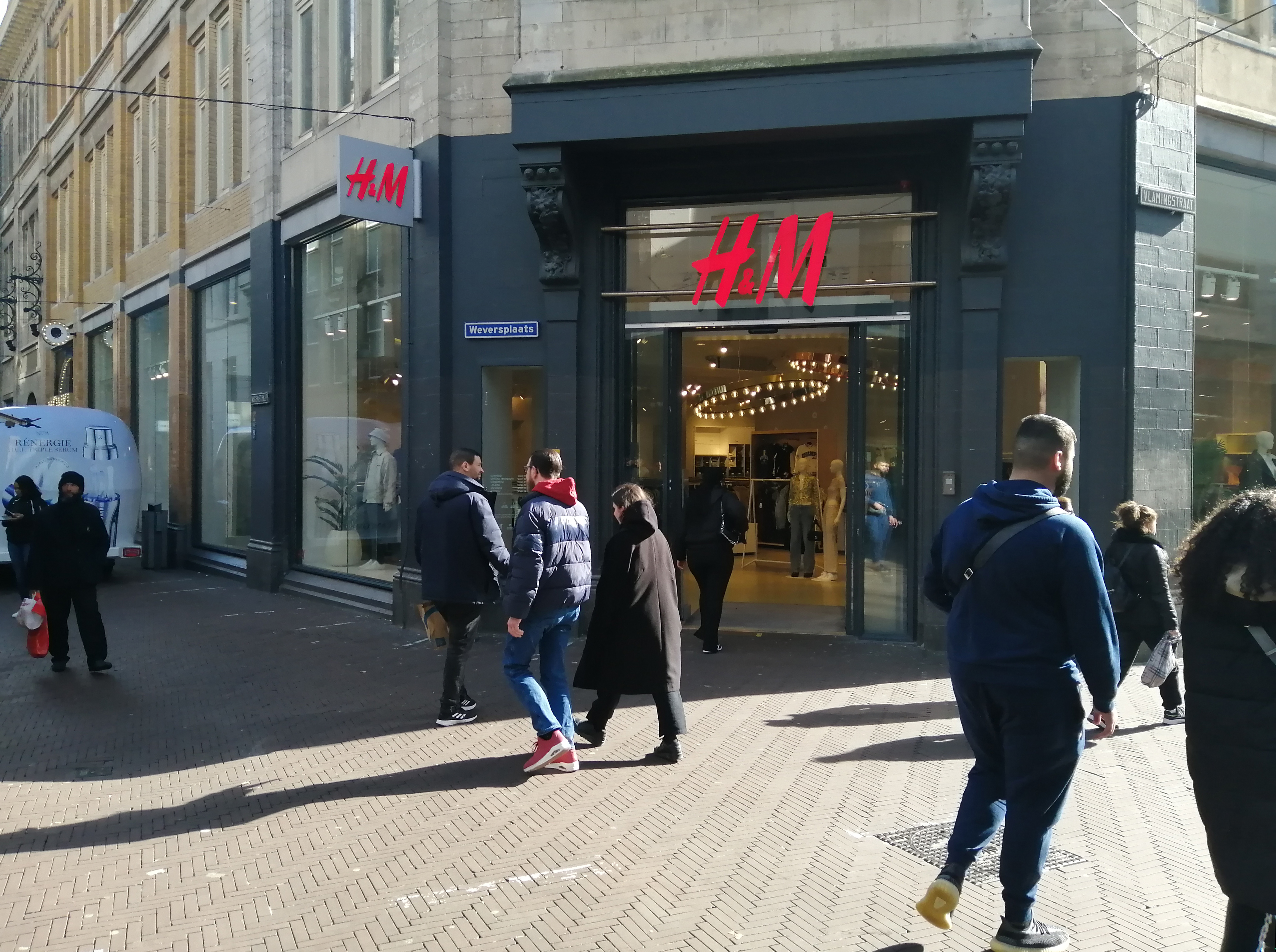
Weversplaats 1, rechts de Vlamingstraat en links het begin van de Wagenstraat.

De Wagenstraat in Den Haag is een straat met winkels en restaurants. 
De oorspronkelijke naam van de straat is het Zuidereinde. Hij liep toen van de rond 1620 gegraven Zuid Singelgracht (nu Bierkade en Dunne Bierkade) naar de Weversplaats. 
Het Zuidereinde kruiste twee waterwegen, die bij die kruising van naam veranderden. Lopend vanaf de Weversplaats kruiste men eerst een gracht die links de Lange Gracht (nu Gedempte Gracht) en rechts de St Antonis Burgwal (nu Gedempte Burgwal) heette. Verderop kruiste men een gracht die links de Amsterdamse Veerkade en rechts de Stille Veerkade heette. In de tweede helft van de 19de eeuw is dat water verdwenen, maar de straatnamen leven voort. 
De Wagenstraat groeide uit tot een belangrijke straat in de Joodse buurt, die tot aan het Spui liep. Het Theater Scala en de kroegjes trokken veel publiek en aan de kades werd veel handel gedreven. De Tweede Wereldoorlog bracht grote veranderingen in de Joodse buurt.

## In de Wagenstraat

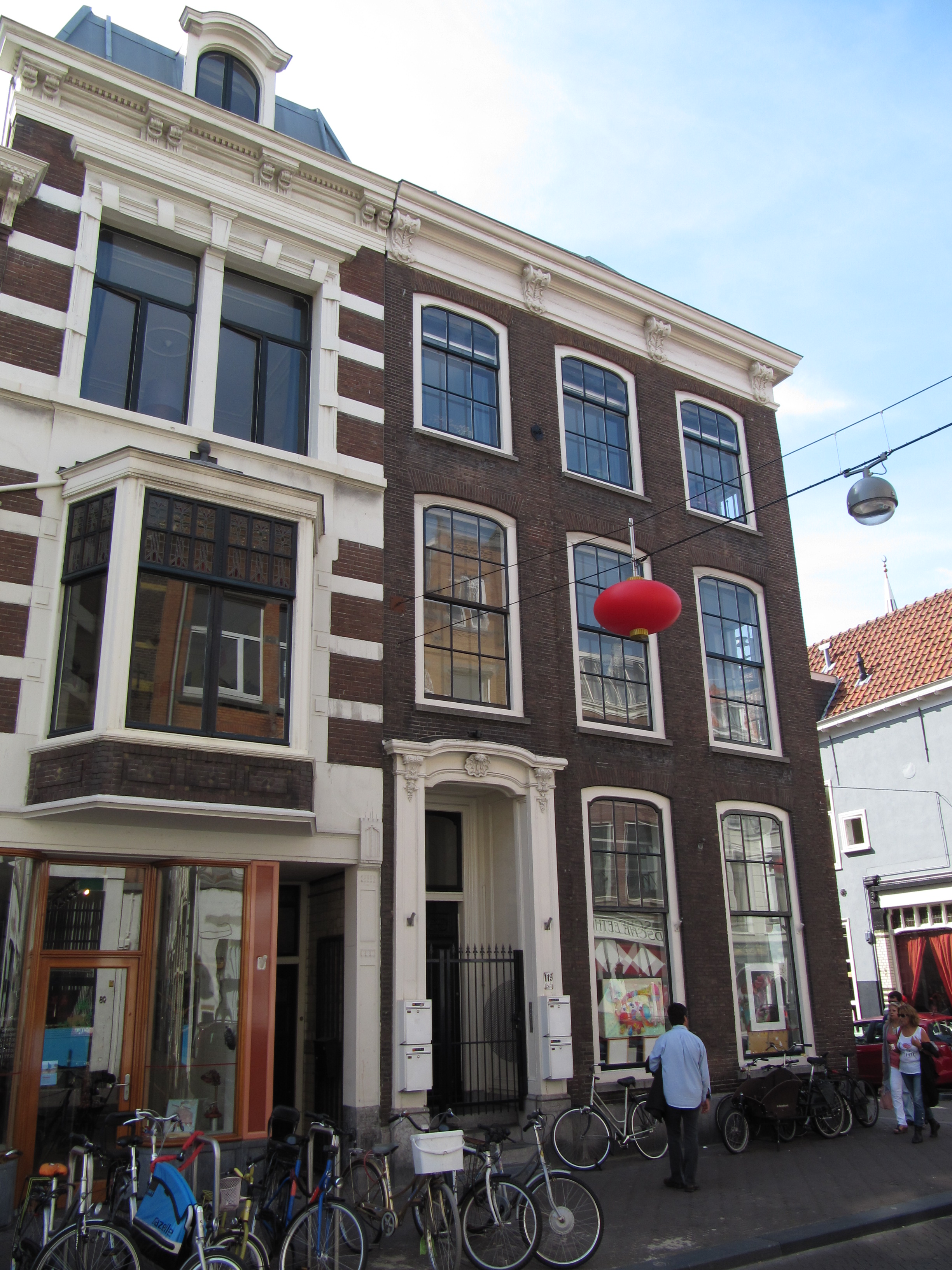
Wagenstraat 119 (op de hoek) in 2010, logeeradres van John F. Kennedy in 1937

### Planetarium
In 1934 werd het Planetarium door A.W. Sijthoff geopend op de hoek van de Grote Marktstraat, boven het gebouw van de Haagsche Courant. Op 28 januari 1976 werd dat door brand verwoest. Hierna werd naast het Gemeentemuseum Den Haag het Omniversum gebouwd, waar zowel planetariumvoorstellingen als IMAX-filmvoorstellingen getoond worden. Dit werd op 8 december 1984 geopend door A.G. Sijthoff, de zoon van A.W. Sijthoff.

### Pander
In 1878 verhuisde Klaas Pander naar Wagenstraat 21 en begon daar een meubelwinkel. De collectie werd, mede onder invloed van zijn zoon Hendrik, uitgebreid met gordijnen, linoleum, dekens en meubels. Op de gevel van het pand werd later de naam met de wapens van Den Haag, Amsterdam en Rotterdam aangebracht; deze zijn nog te zien.

### Yi Jun
Op 15 juli 1907 werd de Koreaanse diplomaat Yi Jun in zijn hotel in de Wagenstraat dood aangetroffen. Hij was naar Den Haag gekomen om te protesteren dat Korea niet mee mocht doen aan de 2de Haagse Internationale Vredesconferentie. Nu draagt het Vredesmuseum in de Wagenstraat 124 zijn naam.

### John F. Kennedy
De latere 35e president van de Verenigde Staten, John F. Kennedy, bracht op 23 en 24 augustus 1937 twee dagen door in Den Haag, tijdens een vakantie waarbij hij samen met een vriend door Europa reisde. Hotel-restaurant Elim van het Leger des Heils, dat toen was gevestigd aan de Wagenstraat 119, was hun overnachtingsadres. Den Haag had de twintigjarige John Kennedy kennelijk niet veel (vertier?) te bieden want volgens zijn reisverslag was de stad erg saai. De Amerikanen verkasten dan ook snel richting Antwerpen. 

### De Wagenbrug

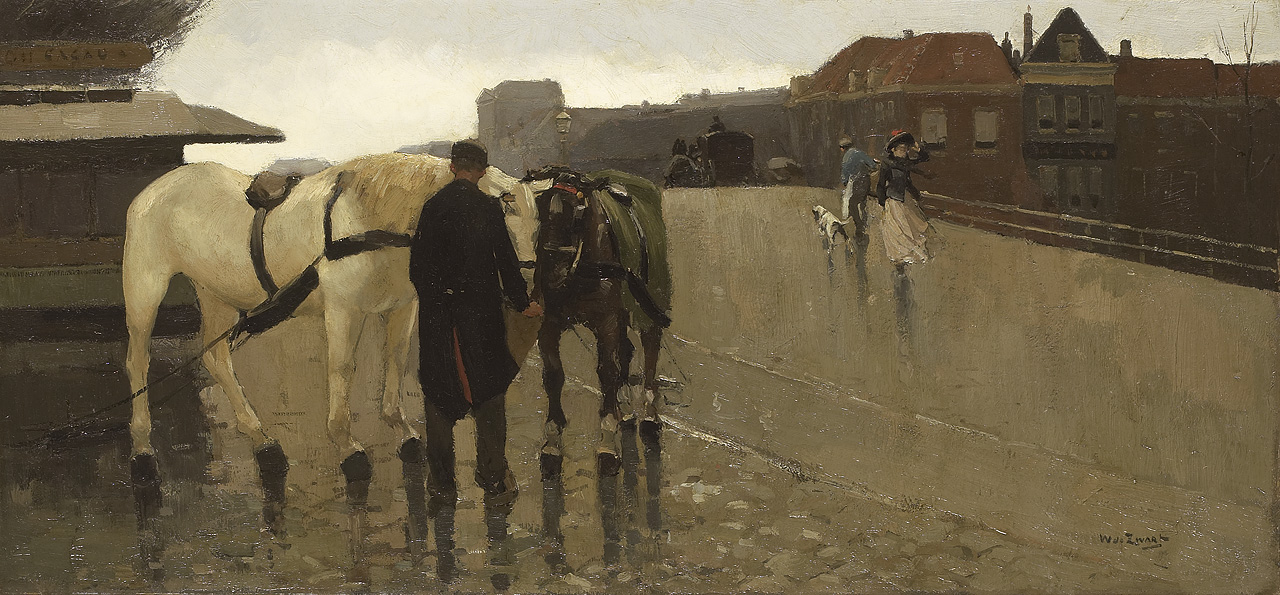
Willem de Zwart: De Wagenbrug (1895)

Over de Zuid Singelgracht ligt nu de Wagenbrug uit 1921, maar in de 17de eeuw was hier een ophaalbrug met een poort die toegang tot de stad gaf, net als bijvoorbeeld de poorten bij het Westeinde en het Spui.
Vanaf het begin van de 17de eeuw werden er huizen langs de Wagenstraat gebouwd. De straat die zich vormde, werd naar de Wagenbrug genoemd. 

### Openbaar vervoer
In 1887 ging er een paardentram over de Wagenbrug rijden. Vanaf 1905 opgevolgd door de elektrische lijn 1. Later kwamen lijn 4, 8 en 9 er bij.  Zij reden heen via Stationsweg, Wagenstraat en Amsterdamse Veerkade, en terug via Gedempte Gracht en Wagenstraat. In 1926 werd dit traject opgeheven omdat toen het nieuwe traject over het Zieken in gebruik kwam.

### Rondvaarten
Bij de Wagenbrug beginnen rondvaarten van de Haagse Salonboot. Ook de museumboot Hendrina Johanna (1905) van de stichting Ooievaart ligt bij de brug over de Bierkade. Dit schip diende een eeuw geleden om bouwmaterialen aan te voeren voor de snelle groei van de stad. Dit type schip wordt een Hagenaar of Wagenbrugger genoemd, omdat ze met gestreken mast net onder de bruggen door kan. Mede door het winnen van de Nieuwe Stad Prijs in 2006 kan dit schip gerestaureerd worden.

## Chinatown

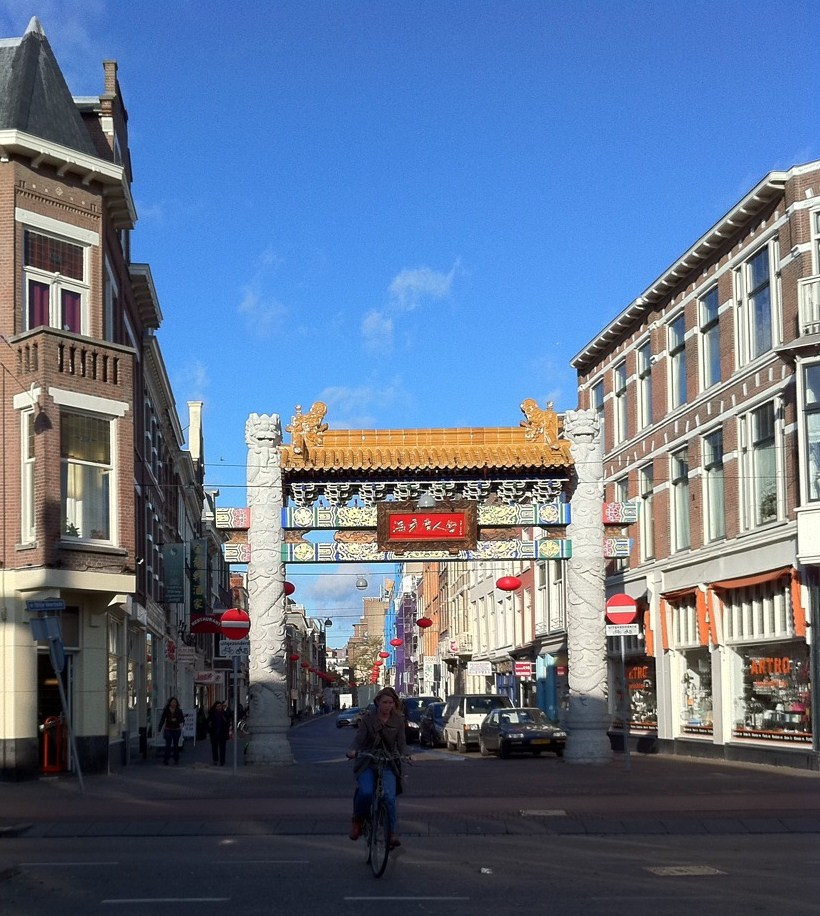
Poort bij de Stille Veerkade

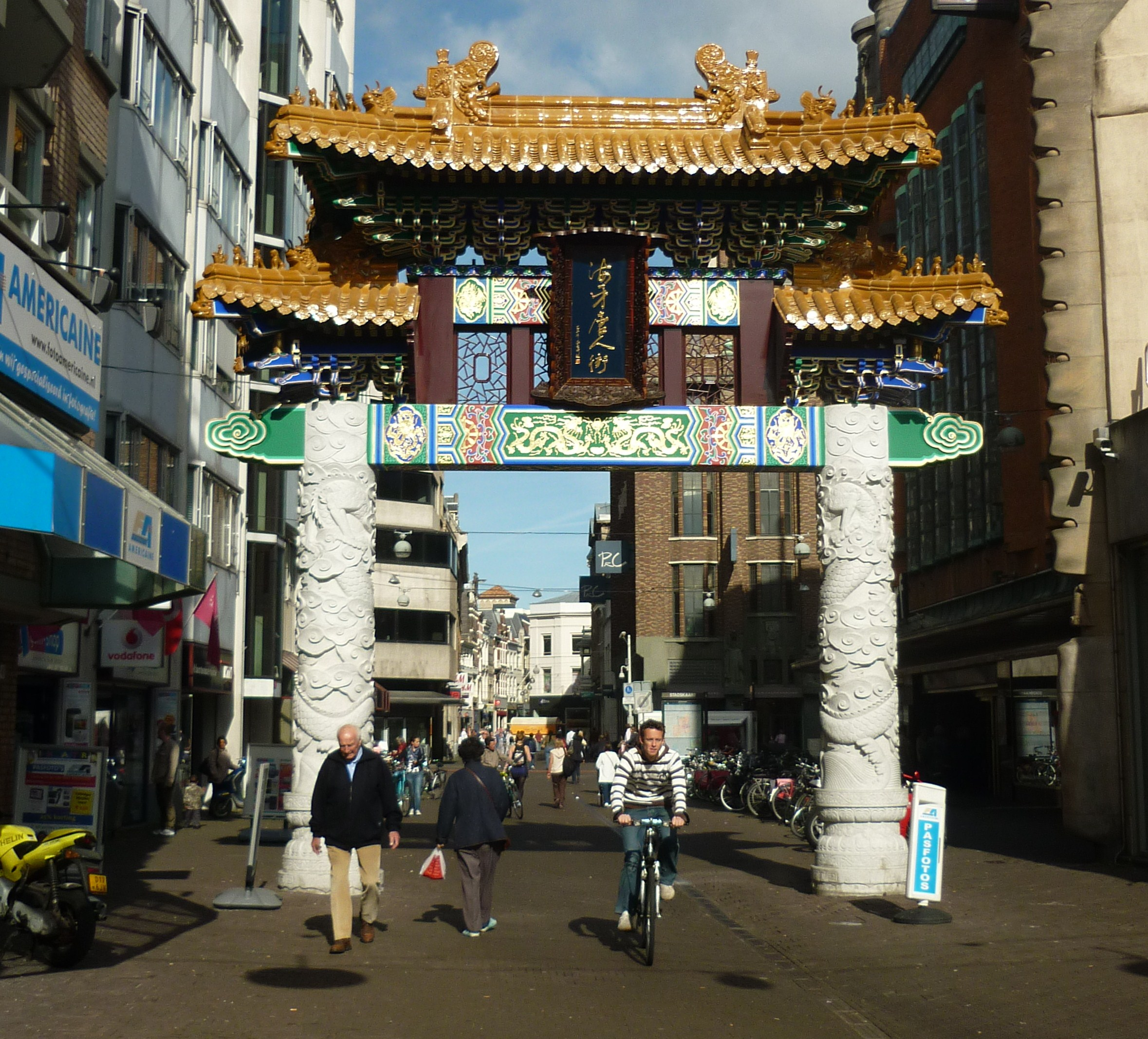
Poort naast de Bijenkorf

Nu maakt de Wagenstraat deel uit van het Haagse Chinatown. De gemeente heeft aan de zijde van de Grote Marktstraat (naast de Bijenkorf) en van de Stille Veerkade een Chinese poort laten bouwen. In de straat hangen rode lampionnen. Er zijn veel Chinese restaurants en supermarkten. 
Bij de meeste straatnaamborden staat nu de Chinese naam vermeld. Daaronder staat aangegeven 'Chinatown Den Haag'.
In 2002 werd op initiatief van de Gemeente Den Haag en Chinese ondernemers de Stichting Chinatown opgericht om de buurt te ontwikkelen. In 2012 is deze stichting opgeheven.

## Trivia
- Op nummer 35 zat de HTM Klantenservice.
- Nu rijdt er geen buslijn meer door de Wagenstraat en over de Stationsweg; de laatste was bus 18. Maar in de loop van de tijd reden door deze smalle straten talrijke buslijnen naar vele bestemmingen; tot Naaldwijk, Delft en Leiderdorp aan toe. Soms wel 8 buslijnen 'tegelijk'. Enkele voorbeelden: voor 1955 waren dat o.a. HTM-buslijn B, K, R, T, N.[3] In 1960 reden HTM-buslijn 4, 18, 19, 25, en 29 door de Wagenstraat tot in de Grote Marktstraat.[4] In 1974 reden op de route Stationsweg--Wagenstraat--Amsterdamse Veerkade--Spui lijn HTM-lijn 5, 18, 19, NZH-lijn 45, 47 en 48. In 1982-83 waren het de meeste lijnen en de verste bestemmingen: HTM-lijn 5, 18, 30, NZH-lijn 44 & 47 naar Leidschendam, 48 naar Leiderdorp, en Westnederland-lijn 127 en 128 naar Delft respectievelijk Naaldwijk.[5]

## Bron
- Herman Rosenberg, Twee jongens en een hond: John F. Kennedy als toerist in Den Haag, Die Haghe, Jaarboek 2011.